# 라그 막 리엉가바르
라그(아일랜드어: Láeg) 또는 로그 막 리엉가바르(아일랜드어: Lóeg mac Riangabar)는 아일랜드 신화의 얼스터 대계의 등장인물이다. 주인공 쿠 훌린의 전차를 모는 마차부로, 리어흐 마하와 두브 상글런드를 몬다.
라그는 「쿠 훌린의 와병」에서 판드의 여동생 리 반과 함께 별세계에 갔다와서 쿠 훌린에게 별세계의 아름다운 모습을 설명한다.
쿠 훌린이 죽는 이야기에서, 루가드 막 콘 리가 세 개의 "왕을 죽이는 창"을 던졌을 때 가장 먼저 "마차부 중의 왕"으로서 그 창에 맞아 죽었다.